# Arthur Henrique
Arthur Henrique Ricciardi Oyama, plus connu sous le nom d'Arthur Henrique (né le 14 janvier 1987 à São Paulo), est un footballeur brésilien, qui évolue au poste de défenseur central.